# 주니오르 카이사라
우이우송 지 소우자 파울라 주니오르(포르투갈어: Uilson de Souza Paula Júnior, 1989년 4월 27일 ~ )는 주니오르 카이사라(Júnior Caiçara)로 불리는 브라질의 축구 선수로 현재 이스탄불 바샥셰히르 FK에서 수비수로 소속되어 있다.

## 수상

### 클럽
질 비센트 FC
- 세군다리가 (1) : 2010–11

PFC 루도고레츠 라즈그라드
- A PFG (3) : 2012-13, 2013-14, 2014-15
- 불가리안 컵 : 2013-14
- 불가리안 슈퍼컵 : 2012